# Contre la méthode

Contre la méthode, Esquisse d’une théorie anarchiste de la connaissance est un ouvrage de Paul Feyerabend, publié en 1975 sous le titre original anglais : Against method, outline of an anarchist theory of knowledge.

## Contexte
Ce livre est la reprise d’un long article publié en 1970 intitulé Against method, qui comme l’indique son titre, constituait en fait une attaque contre certains dogmes de la méthodologie scientifique classique. À l'origine, le livre devait être rédigé en collaboration avec Imre Lakatos. Ce dernier aurait défendu une approche scientifique dans laquelle la méthodologie rationnelle et rigide aurait supplanté toutes les autres approches. De son côté, Feyerabend aurait critiqué cette position et argumenté en faveur d’une méthodologie pluraliste et souple. Le projet ne fut jamais réalisé, en raison de la mort de Lakatos. 
Feyerabend décida tout de même de publier son livre, qu’il dédie d’ailleurs à Lakatos, comme une charge contre la méthode, et il laissa le soin à la communauté scientifique et philosophique de lui répondre. Dans son autobiographie, il mentionne que son livre est davantage une lettre, ou une concaténation de pensées mises ensemble dans le but de briser les dogmes de la philosophie des sciences de son époque. Il écrit :
AM is not a book, it is a collage. It contains descriptions, analyses, arguments that I had published, in almost the same words, ten, fifteen, even twenty years earlier… I arranged them in a suitable order, added transitions, replaced moderate passages with more outrageous ones, and called the result “anarchism”. I loved to shock people… (p. 139, 142). 

Feyerabend critique l’orthodoxie scientifique à la fois du point de vue théorique en attaquant la construction des théories elles-mêmes, mais il use également d’exemples historiques pour démontrer que dans la pratique scientifique concrète, la méthodologie classique est souvent mise à mal. Le cas de Galilée et de la révolution scientifique en général est très important pour justifier ses différentes thèses.
La thèse principale de l’ouvrage est que la méthode scientifique classique est loin d’être la seule façon valide d’acquérir des connaissances et que le seul principe qui vaut est : « tout est bon ». Telle est la devise de l’anarchisme épistémologique.

## Contenu
Au début de chaque chapitre l’auteur énonce ses thèses et le fait de façon que l’on peut lire les propositions servant de titre aux chapitres en continu comme s’il s’agissait d’un texte homogène. Les voici :
Introduction – La science est une entreprise essentiellement anarchiste : l’anarchisme théorique est davantage humanitaire et plus propre à encourager le progrès que les doctrines fondées sur la loi et l’ordre.  
1- Ceci est démontré à la fois par l’examen de certains épisodes historiques et par une analyse abstraite du rapport entre idée et action. Le seul principe qui n’entrave pas le progrès : tout est bon. 
2- Par exemple, nous pouvons nous servir d’hypothèses qui contredisent des théories bien confirmées et/ou des résultats expérimentaux bien établis. Nous pouvons faire avancer la science par contre-induction.
3- La condition de compatibilité qui exige que les nouvelles hypothèses s’accordent avec les théories admises est déraisonnable en ce qu’elle protège la théorie ancienne et non la meilleure. Des hypothèses qui contredisent des théories bien confirmées nous fournissent des indications qu’on ne peut obtenir d’aucune autre façon. La prolifération des théories est bénéfique à la science, tandis que l’uniformité affaiblit son pouvoir critique. L’uniformité met également en danger le libre développement de l’individu. 
4- Il n’y a pas d’idée si ancienne et absurde soit-elle, qui ne soit capable de faire progresser notre connaissance. Toute l’histoire de la pensée s’intègre dans la science et sert à améliorer chaque théorie particulière. Les interventions politiques ne sont pas à rejeter non plus. On peut en avoir besoin pour vaincre le chauvinisme de la science qui résiste à tout changement de statu quo.
5- Jamais aucune théorie n’est en accord avec tous les faits auxquels elle s’applique, et pourtant, ce n’est pas toujours la théorie qui est en défaut. Les faits eux-mêmes sont constitués par des idéologies plus anciennes, et une rupture entre les faits et la théorie peut être la marque d’un progrès. C’est aussi un premier pas dans notre tentative pour découvrir les principes qui guident implicitement les observations familières. 
6- Pour illustrer cette tentative, j’examine l’argument de la tour, utilisé par les disciples d’Aristote pour réfuter le mouvement de la terre. La discussion comprend des interprétations naturelles — c’est-à-dire des idées si étroitement liées aux observations qu’il faut faire un effort spécial pour en prendre conscience et en déterminer le contenu. Galilée identifie des interprétations naturelles incompatibles avec Copernic et les remplace par d’autres. 
7- Ces nouvelles interprétations naturelles fournissent un langage d’observation nouveau et hautement abstrait. Elles sont introduites, mais en même temps dissimulées en sorte qu’on ne remarque pas le changement qui s’est opéré (méthode de l’anamnèse). Elles contiennent (en l’occurrence) l’idée de la relativité de tout mouvement de la loi de l’inertie circulaire. 
8- Les premières difficultés causées par le changement sont désamorcées par des hypothèses ad hoc, qui se trouvent donc avoir parfois une fonction positive; elles donnent un répit aux nouvelles théories et indiquent la direction des recherches futures. 
9- Galilée transforme, en plus des interprétations naturelles, les sensations qui paraissent mettre Copernic en danger. Il admet que ces sensations existent; il loue Copernic de les avoir négligées; il prétend les avoir supprimées grâce au télescope. Et cependant, il n’avance aucune raison théorique expliquant pourquoi le télescope devrait offrir une image vraie de ciel.
10- L’expérience initiale du télescope ne fournit pas non plus ces raisons. Les premières observations du ciel au télescope sont indistinctes, vagues, contradictoires, et en désaccord avec ce que chacun peut voir à l’œil nu. Et seule la théorie aurait pu aider à séparer les illusions télescopiques des phénomènes authentiques s’est trouvée réfuter par des tests simples. 
11- D’autre part, certains phénomènes observés au télescope sont manifestement coperniciens. Galilée présente ces phénomènes comme des preuves indépendantes en faveur de Copernic. Mais le fait est plutôt qu’une conception réfutée — le copernicianisme — présente une certaine ressemblance avec des phénomènes émergeant d’une autre conception également réfutée — l’idée que les phénomènes télescopiques sont des images fidèles du ciel. Galilée l’emporte grâce à son style, à la subtilité de son art de persuasion, il l’emporte parce qu’il écrit en italien et non en latin, enfin parce qu’il attire ceux qui, par tempérament, sont opposés aux idées anciennes et aux principes d’enseignement qui y sont attachés.  
12- Des méthodes de validation aussi « irrationnelles » sont rendues nécessaire par le « développement inégal » (Marx, Lénine) des différentes branches de la science. Le copernicianisme et d’autres parties essentielles de la science moderne ont survécu parce que la raison a fréquemment été transgressée dans leur passé.
13- La méthode de Galilée fonctionne également dans d’autres domaines. Par exemple, on peut s’en servir pour éliminer les arguments actuels contre le matérialisme et pour mettre fin au problème philosophique du dualisme corps/esprit (sans cependant toucher aux problèmes scientifiques correspondants).
14- les résultats obtenus jusqu’à présent conduisent à penser qu’on pourrait abolir la distinction entre contexte de découverte et contexte de justification, et la distinction connexe entre termes d’observation et termes théoriques. Ni l’une ni l’autre de ces distinctions ne joue de rôle dans la pratique scientifique. Toute tentative pour les renforcer aurait des conséquences désastreuses. 
15- En définitive, la discussion des chapitres 6 à 13 montre que la version poppérienne du pluralisme de Mill n’est pas en accord avec la pratique scientifique et détruirait la science telle que nous la connaissons. Une fois la science donnée, le rationnel ne peut être universel, et l’irrationnel ne peut être exclu. Ce trait de la science plaide pour une épistémologie anarchiste. En reconnaissant que la science n’est pas sacro-sainte et que le débat entre la science et le mythe a cessé sans qu’il y ait eu de vainqueur, on donne plus de force encore à la cause de l’anarchisme.
16- Même ingénieuse la tentative de Lakatos pour construire une méthodologie qui a) ne donne pas de directive, et b) impose cependant des restrictions aux activités visant l’extension du savoir n’échappe pas à la conclusion précédente. Car la philosophie de Lakatos ne semble libérale que parce que c’est un anarchisme déguisé. Et les critères qu’il dégage de la science moderne ne peuvent pas être considérés comme des arbitres neutres entre celles-ci et la science d’Aristote, le mythe, la magie, la religion, etc.. 
17- De plus, ces critères, qui impliquent une comparaison des domaines de référence, ne sont pas toujours applicables. Les domaines de références de certaines théories sont incomparables en ce sens qu’aucune des relations logiques habituelles (l’inclusion, l’exclusion, l’intersection) ne peut être établie entre eux. Cela se produit lorsqu’on veut comparer les mythes et la science. C’est le cas aussi lorsqu’il s’agit de comparer les branches les plus avancées, les plus générales, et par conséquent les plus mythologiques, de la science elle–même.
18- Ainsi la science est beaucoup plus proche du mythe qu’une philosophie scientifique n’est prête à l’admettre. C’est une des nombreuses formes de pensées qui ont été développées par l’homme, mais pas forcément la meilleure. La science est indiscrète, bruyante, insolente; elle n’est essentiellement supérieure qu’aux yeux de ceux qui ont opté pour une certaine idéologie, ou qui l’ont acceptée sans jamais avoir étudié ses avantages et ses limites. Et comme c’est à chaque individu d’accepter ou de rejeter des idéologies, il s’ensuit que la séparation de l’État et de l’Église doit être complétée par la séparation de l’État et de la Science : la plus récente, la plus agressive et la plus dogmatique des institutions religieuses. Une telle séparation est sans doute notre seule chance d’atteindre l’humanité dont nous sommes capables, mais sans l’avoir jamais pleinement réalisée.